# Aluvión de La Convención de 2020
El aluvión de La Convención de 2020 fue un huaico o corrimiento de tierra ocurrido el 24 de febrero de 2020 en la provincia de La Convención en el departamento del Cuzco. El suceso dejó seis muertos, 30 desaparecidos y 1.500 damnificados.

## Descripción
En la mañana del 24 de febrero de 2020, se provocó un desborde del río Salkantay, que nace del nevado Salcantay y desemboca en el río Vilcanota, este desprendimiento se dirigió al pueblo de Sahuayaco en el distrito de Santa Teresa, el aluvión agarró por sorpresa a los moradores, los pocos que pudieron darse cuenta escaparon a las zonas altas de las montañas.
La Policía Nacional del Perú (PNP), el Ejército del Perú (EP), el Cuerpo de Bomberos del Perú, grupos de serenos y agentes de seguridad privaron llegaron al lugar de la tragedia y empezaron las labores de búsqueda. Según el Centro de Operaciones de Emergencia Regional (COER) se registraron 290 afectadas por el aluvión.

## Consecuencias
Se registró 30 desaparecidos y 1.500 damnificados, el aluvión destruyó cuatro puentes en su paso, la crisis humanitaria generada por el huaico hizo que Sahuayaco quede aislada y los locales experimenten una escasez de alimento.
Posteriormente el gobierno peruano informó que nueve personas seguían desaparecidas de los 30 y seis habitantes había perdido la vida y sus restos fueron rescatados de los escombros, los heridos fueron trasladados a Quillabamba. Se evacuaron a 15 personas de Sahuayaco, entre ellas una mujer gestante, niños y turistas estadounidenses, también se informó que el poblado turístico de Collpapampa también contaba con turistas norteamericanos varados.
Las montañas alredores del poblado se preparó como campamentos provisionales para los sobrevivientes. El aluvión tuvo un rango de 50 kilómetros, afectando a otras 15 comunidades.